# Inter-Alpha Group of Banks
Die Inter-Alpha Group of Banks in ein Verband europäischer Banken.
Gegründet wurde der Verband formell 1971 von sechs Banken, Publikationen des Verbandes wurden jedoch schon in den 1960er Jahren veröffentlicht. In Fountainbleau wird jährlich die Inter-Alpha Banking School abgehalten, zu der sich Mitarbeiter der Mitglieder treffen.

## Mitglieder
Der Verband besteht aus elf Banken aus 15 europäischen Ländern:
- Allied Irish Banks, Irland
- Banco Espírito Santo, Portugal
- Commerzbank, Deutschland
- ING Groep, Niederlande
- Intesa Sanpaolo, Italien
- KBC Group, Belgien
- Nordea, Dänemark, Schweden und Finnland
- National Bank of Greece, Griechenland
- Royal Bank of Scotland, Vereinigtes Königreich
- Banco Santander, Spanien
- Société Générale, Frankreich

## Weblink
- Offizielle Website, Link defekt am 26. März 2017.